# Acrossocheilus xamensis
Acrossocheilus xamensis är en fiskart som beskrevs av Maurice Kottelat 2000. Acrossocheilus xamensis ingår i släktet Acrossocheilus och familjen karpfiskar. IUCN kategoriserar arten globalt som otillräckligt studerad. Inga underarter finns listade i Catalogue of Life.